# Sebastian Fichtner
Sebastian Fichtner (* 17. Juni 1894 in Pflugdorf; † 7. März 1950 in München) war ein deutscher Generalleutnant im Zweiten Weltkrieg.

## Leben

### Jugend und Ausbildung
Fichtner entstammte einer Bauernfamilie aus der Nähe von Landsberg am Lech. 1910 machte er in München das Abitur und schloss sich 1912 als 18-Jähriger dem Pionierkorps der bayerischen Armee an. 1914 wurde Fichtner an die Westfront versetzt, wo er an der Schlacht um Verdun teilnahm. Er wurde am 6. April 1918 zum Oberleutnant befördert.

### Zwischenkriegszeit
Nach dem Krieg schloss er sich zunächst einem Freikorps in München an, ehe er in die Reichswehr übernommen wurde. Dort war er bei der Kraftfahrtruppe tätig und wurde am 1. Mai 1926 zum Hauptmann befördert. Er ließ sich in München nieder und begann ein Ingenieurstudium neben der Tätigkeit in der Reichswehr.

### Von 1933 bis 1945
Nach der Machtübernahme durch die Nationalsozialisten wurde Fichtner unter Heinz Guderian als Referent für Panzerfahrzeuge nach Berlin versetzt. Zu Guderian hatte Fichtner zeitlebens ein gutes Verhältnis. Er wurde am 1. Januar 1937 Oberstleutnant und war von 1937 bis 1942 beim Heereswaffenamt (HWA) von 1. September 1939 bis 15. September 1942 als Abteilungsleiter. Er war maßgeblich an der Entwicklung des Panzers Tiger beteiligt. Als Ingenieur widersprach er Hitler bezüglich einer technischen Frage des Panzers „Tiger“. Befördert wurde er 1. Januar 1940 zum Oberst, am 1. August 1942 zum Generalmajor und am 1. August 1943 zum Generalleutnant.
Vom November 1942 bis zum November 1943 kommandierte er die 8. Panzer-Division. Laut Reichsminister Speer legte Fichtner eine gewisse „Sowjetfreundlichkeit“ an den Tag. Die Gestapo ermittelte gegen ihn. Fichtner wurde im Kampfe schwer verwundet und kehrte auf seinen Posten als Kommandant nicht zurück. Er war danach vom April 1944 Inspekteur in der Rüstung in Nürnberg.
Im Zusammenhang mit dem Attentat vom 20. Juli 1944 wurde er am 27. Juli 1944 verhaftet und bis zum 8. September gefangen gehalten und gefoltert. Vermutlich aufgrund einer Fürsprache seines Freundes Heinz Guderian wurde der passionierte Jäger entlassen.
Aufgrund seiner Abneigung gegen Hitler und der Weigerung sinnlose Gefechte zu führen, war der General dem Regime suspekt.

### Nach dem Zweiten Weltkrieg
Er zog sich auf seinen Bauernhof nach Hofstetten bei Landsberg zurück, den er gemeinsam mit seiner Frau Klara Dannemann gekauft hatte. Er verstarb 1950 nach einer Rede im Landtag über das neue Jagdgesetz. Fichtner fand seine letzte Ruhe in seiner Heimat in Hofstetten.

## Auszeichnungen
- Eisernes Kreuz (1914) II. und I. Klasse[1]
- Bayerischer Militärverdienstorden IV. Klasse mit Schwertern und Krone[1]
- Bayerische Rettungsmedaille[1]
- Österreichisches Militärverdienstkreuz III. Klasse mit der Kriegsdekoration[1]
- Spange zum Eisernen Kreuz II. und I. Klasse